# Орден Де Моле
Орден Де Моле (англ. Order of DeMolay) — парамасонская инициатическая организация для детей в возрасте от 12 до 21 года, чьи отцы состоят в братстве вольных каменщиков. Организация носит название последнего великого магистра Ордена тамплиеров — Жака де Моле.
Орден основан в Канзас-Сити, штат Миссури в 1919 году. Сразу после основания орден становится международным молодёжным движением. С 1990 года организация известна как «Международный орден де Моле».

## История

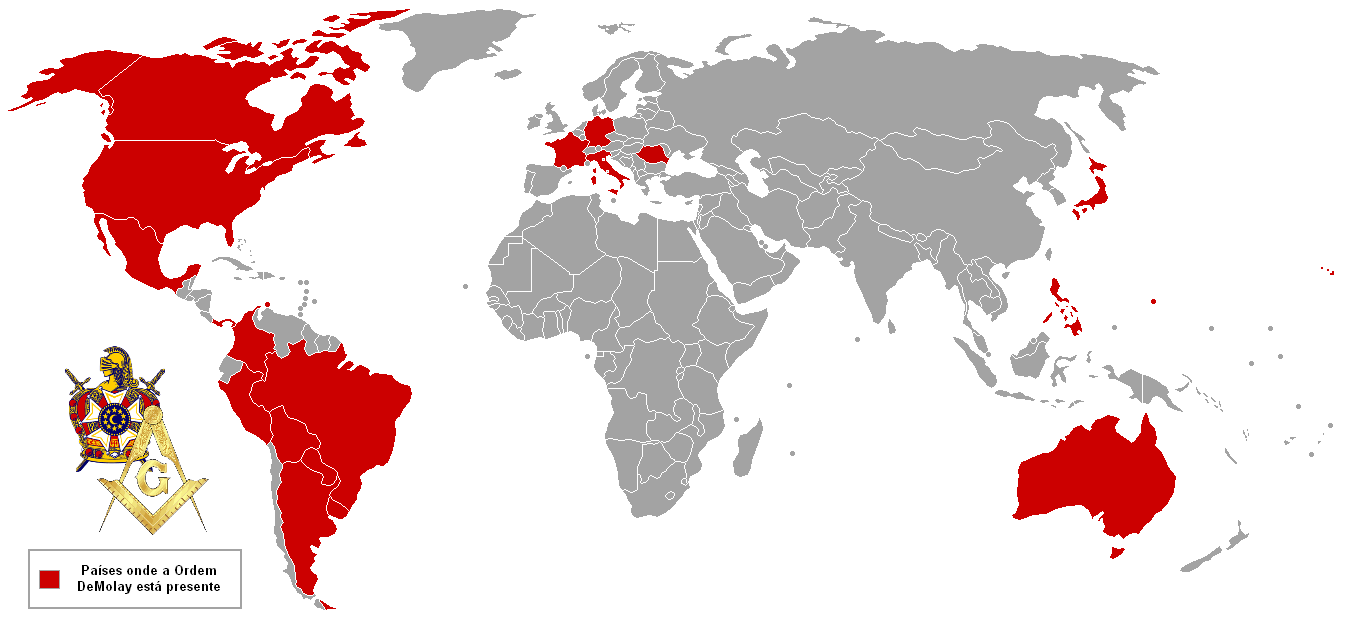
География ордена

Орден де Моле был основан Френком С. Лендом, успешным бизнесменом из штата Миссури. После Первой мировой войны, государства начали беспокоиться о судьбе мальчиков осиротевших в результате войны. Возникает потребность в организации, которая могла бы объединить своих сирот с другими мальчиками и научить их ответственности и навыкам в повседневной жизни.
Организация быстро росла и расширялась, что привело к признанию её со стороны масонского братства США и многих государств.
Движение растёт и развивается, в ходе чего создаётся много капитулов ордена в США.
Появляются капитулы в других странах, в том числе: в Канаде, на Филиппинах, в Австралии, Боливии, Бразилии, в Германии, в Италии, Японии, Португалии, Панаме, Великобритании, Мексики…

## Организация

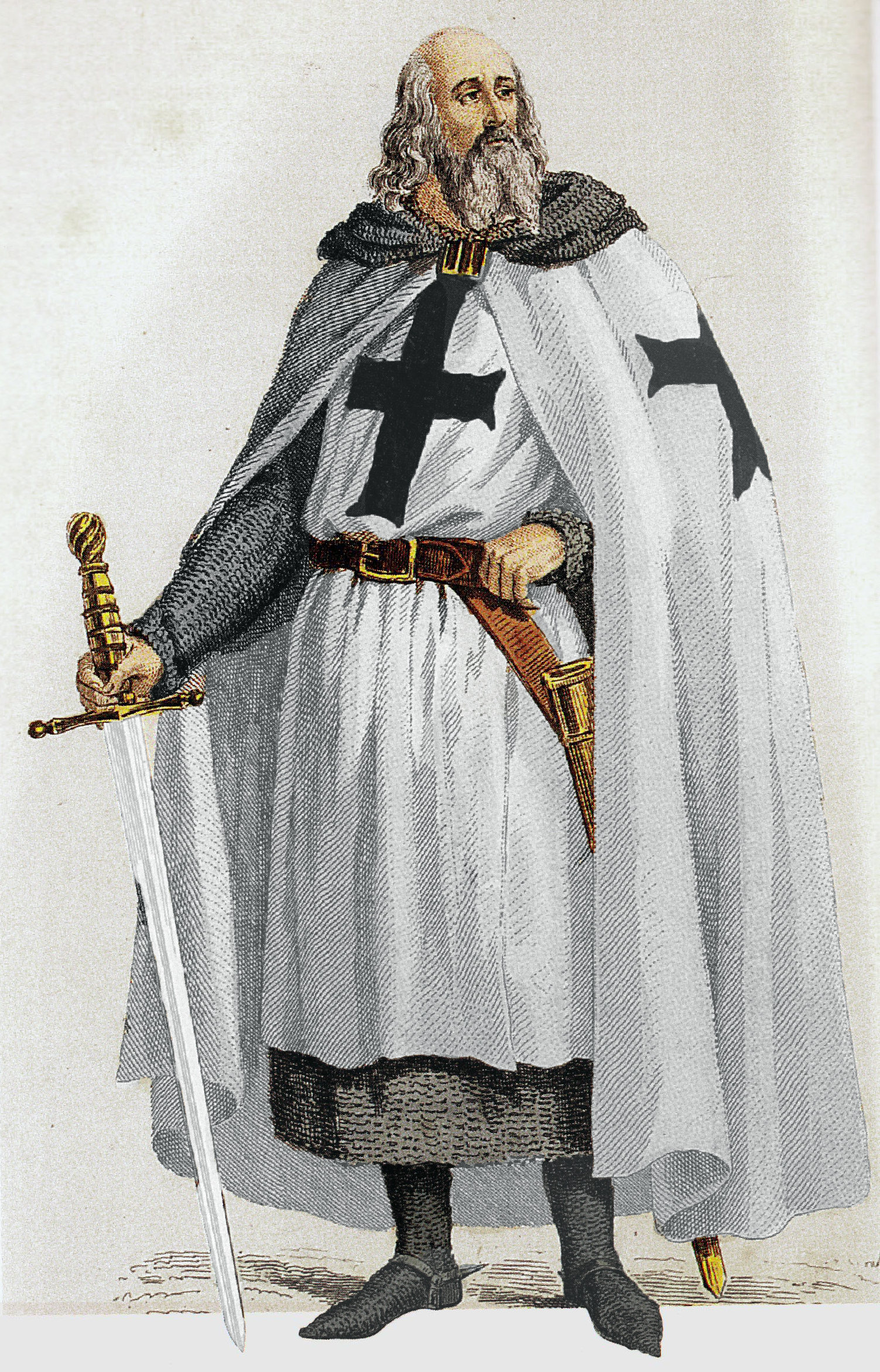
Жак де Моле

В Международном ордене Де Моле состоит около 15 000 членов в США и Канаде.
Члены ордена находятся под опекой взрослых по установленным правилам и принципам. Принципы фокусируются на развитии гражданского самосознания, навыков лидерства и личной ответственности.
Орден развивает семь основных добродетелей, которыми являются:
- Сыновья любовь
- Почитание святынь
- Вежливость
- Братство
- Лояльность
- Чистота
- Патриотизм

Будучи под опекой масонства США Орден Де Моле практикует свои ритуалы посвящения. Каждый капитул ордена спонсируется ложей или другой масонской организацией.
Орден похож на другие молодёжные организации подобной направленности, такие как: «Дочери Иова»"", Международный орден «Радуга» для девочек, Ассоциация молодёжи «Надежда братства» (AJEF), Орден «Мальчиков строителей», Орден «Созвездие детей звёзд».

## Структура движения

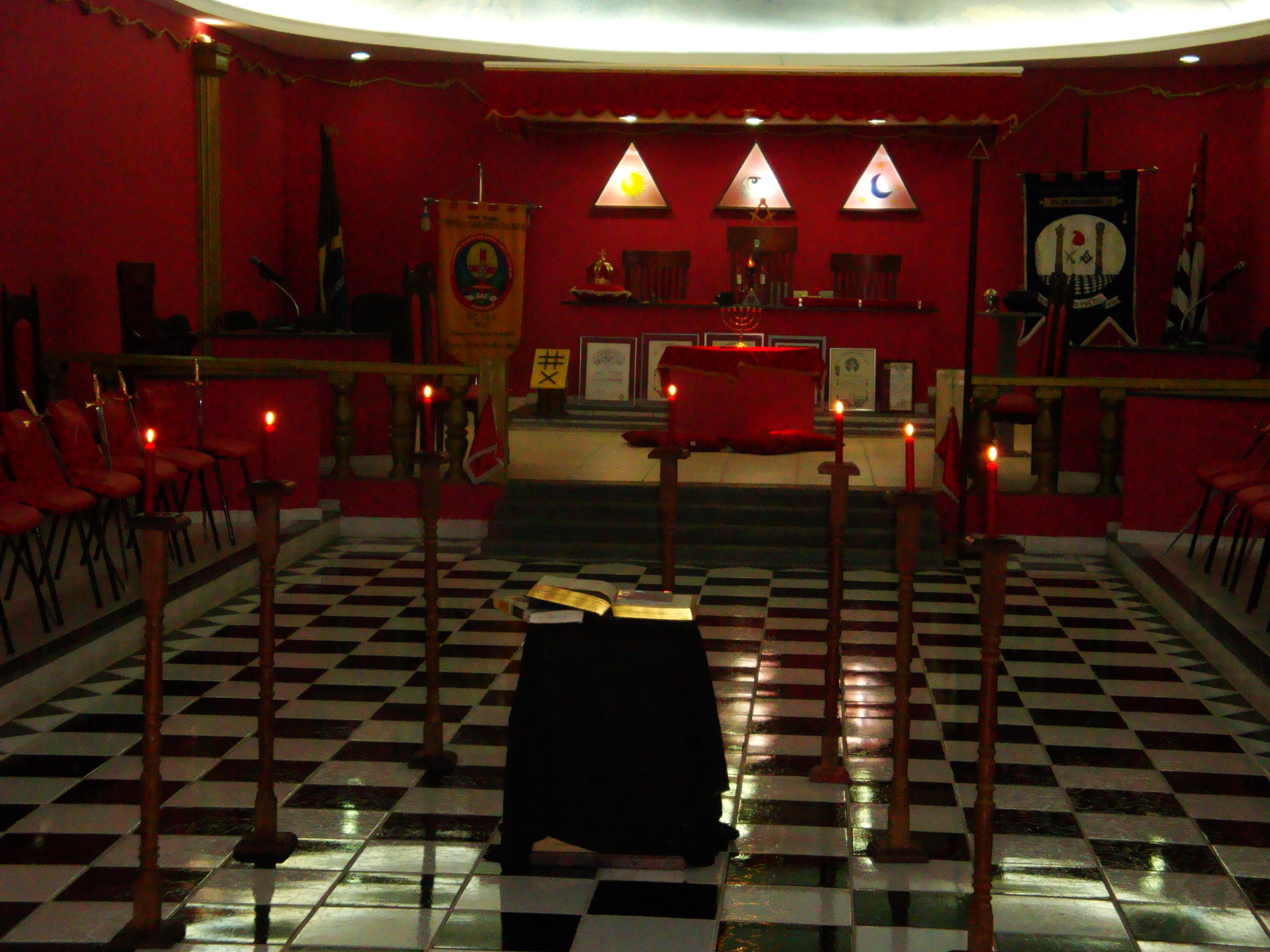
Убранство капитула Де Моле (Рибейрао, штат Сан-Паоло)

Созданные по образцу масонской ложи капитулы являются управляющими органами ордена. Возглавляет капитул мастер-советник. Избирается мастер-советник из членов капитула и, как правило, это один из членов старших групп капитула. Ему помогают старший и младший советники. Старший советник, как правило, рассматривается как будущий мастер-советник. Все офицеры капитула назначаются мастером-советником, за исключением советников и казначея, которые избираются, а Секретарь назначается консультативным советом капитула.
Бывшие члены ордена, масоны, или взрослые наставники надзирают за капитулом. Их называют «папами» в память о отцах-основателях. Последние годы женщины также выступают в качестве советников в группах, и их называет «мамами».
В каждой стране есть степень мастера-советника, который избирается в послушании, которое состоит из глав капитулов. Международные структуры, с великим мастером и секретариатом организуют и руководят международным конгрессом в штаб-квартире Международного ордена Де Моле.

## Офицеры капитула
В иерархическом порядке:
Избираемые:
- Мастер-советник
- Старший советник
- Младший советник
- Казначей

Назначаемые:
- Секретарь
- Старший диакон
- Младший диакон
- Старший администратор
- Младший администратор
- Оратор
- Привратник
- Капеллан
- Маршал
- Знаменосец
- Дародатель (раздающий милостыню)
- Семь наставников (представляющих семь основных добродетелей Ордена де Моле)
- Органист[2]

## Деятельность
Орден Де Моле принимает участие во многих мероприятиях, в том числе: во встречах и мероприятиях с членами орденов «Радуга для девушек» и «Дочерей Иова», в спортивных соревнованиях, таких как: баскетбол, футбол, бейсбол, теннис, пейнтбол, бильярд, каноэ. Каждый капитул коллективно решает, что хотели бы сделать члены ордена, на основе планирования и имеющихся средств.

## Награды и премии

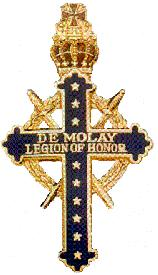
Орден Почётного легиона Де Моле

Степень кавалера является высшей степенью, которую может получить член Ордена Де Моле. Эта степень также может быть присвоена за участие в акциях благотворительности ордена. Получившему степень вручается диплом в котором отмечаются выдающиеся заслуги получившего эту степень. Присваивается эта степень члену ордена с 15 лет, при условии, что он состоит в ордене не меньше 2 лет.
Степень почётного легиона (LOH) является самой высокой степенью, которая присваивается на международном уровне Международным верховным советом ордена де Моле. После внесения поправок в устав верховного совета в 1985 году, кандидаты на степень почётного легиона должны быть не моложе 25 лет.
Верховный совет ордена де Моле также может присваивать степень почётного легиона за исключительный вклад в некоторых областях (гуманитарная деятельность, общение и обслуживание Ордена Де Моле).